# Pangio elongata
Pangio elongata es una especie de pez de la familia Cobitidae en el orden de los Cypriniformes.

## Morfología
• Los machos pueden llegar alcanzar los 4,8 cm de longintud total.
- Número de  vértebras: 57-62.[1]

## Hábitat
Vive en zonas de clima tropical.

## Distribución geográfica
Se encuentra en Birmania.